# Клоака
Клоака (на латински: cloaca – канал) се нарича общо анатомично разширение, в което завършват изводните канали на пикочно-половата и храносмилателната система. Органът е характерен за много типове безгръбначни животни. При гръбначните е добре развит и характерен за всички земноводни, влечуги, птици и някои риби (акулообразни, скатове и двойнодишащи риби) и нисши бозайници (еднопроходни и двуутробни). Клоаката е по-голяма при кокошка, пуйка и токачка, отколкото при патица и гъска.

## Функция
Клоаката служи за краен пост при изхвърлянето на преработените хранителни вещества, урина, полови секрети. Тук несмлените остатъци от храната се сместват с урината като също така се извършва и обратно всмукване на водата от урината в организма. През нея преминават и яйцата при снасяне или плодовете, развивали се в матката при някои видове. Освен за нуждите на двете системи клоаката помага и за осъществяване на други специфични потребности:
- Част от клоаката при птиците е видоизменена в жлеза, наречена Клоачна (клоакална) бурза, bursa cloacalis или Фабрициева, bursa fabricii. Същата има уникално само за птиците действие като осъществява клетъчния имунитет на организма. Тя, с нейната лимфоидна тъкан, взема участие в произвеждането на лимфоцити и синтезирането на различни антитела[1]. Тя е добре развита при млади птици, а при възрастни е силно редуцирана[1].
- При много видове в клоаката жлеза произвежда секрет, с който животните маркират територия.
- Помага за осъществяване на дишането при водните животни. Например някои водни костенурки се спускат дълбоко под водата и остават дълго време без кислород. Спомагателна функция при тях е добила появата на два въздушни мехура свързани с клоаката, която успява да осигури кислород от водата[2][3]. Различни видове риби, многочетинести червеи, раци и морски краставици също притежават способност да извличат кислород от водата посредством богатата капилярна мрежа в областта на клоаката[4].
- При различни видове при мъжките в клоаката се формират т.нар. „копулационни израстъци“, които помагат за прехвърлянето на семенната течност в женската по време на копулация.

## Устройство
Сред различните животни най-добре е развита клоаката при птиците и влечугите. При птиците по дължина клоаката се разделя от две напречни пръстеновидни лигавични гънки, които разделят клоакалната празнина на три отделения. Наредени една след друга са както следва:
- Преден – coprodaeum;
- Среден – urodaeum;
- Заден – proctodaeum;

Правото черво, пикочопроводите и семепроводите (или левия яйцепровод) влизат в клоаката на различни нива.
Предното разширение се явява продължение на правото черво. На границата между тях има добре развит пръстеновиден мускул, който затваря прехода. По функция тази част наподобява на ampula recti при бозайниците. Тя съдържа повече жлези и гънки дори от крайното черво.
Уродеумът е сравнително къса част от клоаката и се характеризира с това, че в горната част се пробива от двата пикочопровода. При мъжките тук излизат и двата семепровода, а при женските птици – левият яйцепровод. Яйцепроводът завършва с широка цепка, а пикочопроводите и семепроводите с лигавично възвишение – папила. Десният яийцепровод понякога има клоакален отвор при кокошка.
Проктодеумът е най-обширната част от клоаката. Покрит е с кутанна лигавица. На вентралната стена на проктодеума лежи мъжкия полов член при гъсок, паток, лебед и др. Крайният отвор е изхода навън и се регулира от мускул m. sphincter cloacae.